# Diana (voornaam)
Diana komt van het Oudgrieks Difana, dat later veranderd is tot de naam Diana. 
De wortel is di, wat "schijnen" betekent (de woorden "dag" en het Spaanse dia zijn hier van afgeleid). Diana komt overeen met de naam Dipana of Dipa (licht) in het Sanskriet. Dit is door de Perzen en Arabieren verbasterd tot Diba. (Het Arabisch kent namelijk geen p).
De naam wordt ook in verband gebracht met Latijns deus, "god", of dies, "dag".